# Marengo (Iowa)
 For alternative betydninger, se Marengo. (Se også artikler, som begynder med Marengo)
Marengo er en amerikansk by og administrativt centrum for det amerikanske county Iowa County, i staten Iowa. I 2000 havde byen et indbyggertal på 2.535.

## Ekstern henvisning
- Marengos hjemmeside (engelsk)

41°47′50″N 92°4′10″V / 41.79722°N 92.06944°V